# Liste der Lieder der No Angels
Dies ist die Liste der Lieder der deutschen Pop-Girlgroup No Angels.
Aufgelistet sind alle Lieder der Studioalben Elle’ments (2001), Now… Us! (2002), Pure (2003), Destiny (2007), Welcome to the Dance (2009) und 20 (2021). Zudem sind alle Lieder der Kompilations- und Livealben hier aufgeführt.
Die Reihenfolge der Titel ist alphabetisch sortiert und gibt zudem Auskunft über die Urheber.

## #
| # | Titel          | Autoren                                  | Album      | Jahr |
| - | -------------- | ---------------------------------------- | ---------- | ---- |
| 1 | 100% Emotional | Johan Åberg, Paul Rein, Winston Sela     | Elle’ments | 2001 |
| 2 | 2 Get Over U   | Alan Glass, Tim Brettschneider, Sandi S. | Now… Us!   | 2002 |

## A
| #  | Titel                                                                                         | Autoren                                                              | Album                     | Jahr |
| -- | --------------------------------------------------------------------------------------------- | -------------------------------------------------------------------- | ------------------------- | ---- |
| 1  | A Little Better Everyday Werbesong für REWE                                                   |                                                                      | –                         | 2009 |
| 2  | A New Day                                                                                     | Nasri Atweh                                                          | 20                        | 2021 |
| 3  | A Reason                                                                                      | Derek Bramble, Lindy Robbins, Dana Glover                            | Destiny                   | 2007 |
| 4  | Ain’t Gonna Look the Other Way B-Seite auf der Single Amaze Me / Teardrops [Amaze Me-Edition] | Tracy Ackerman, Anders Bagge, Peer Astrom                            | Destiny [Reloaded]        | 2007 |
| 5  | All Cried Out erschien als Single                                                             | Steve Jolley, Alison Moyet, Tony Swain                               | Now… Us! [Second-Edition] | 2002 |
| 6  | Amaze Me erschien als Single                                                                  | Steve Mac, Karen Poole                                               | Destiny                   | 2007 |
| 7  | Anchor Your Love                                                                              | Oliver Dommaschk, Marco Quast, Kaidy-Ann Morgan                      | Now… Us!                  | 2002 |
| 8  | Angel of Mine                                                                                 | Stephan Browarczyk, Mirko von Schlieffen, Christoph Brüx, Alex Prinz | Pure                      | 2003 |
| 9  | Atlantis feat. Donovan; erschien mit When the Angels Sing als Single                          | Donovan Leitch, Leslie Mandoki, Laszlo Bencker                       | Now… Us!                  | 2001 |
| 10 | Autumn Breeze                                                                                 | D. Dowlut                                                            | Now… Us!                  | 2002 |

## B
| # | Titel                | Autoren                                                       | Album      | Jahr |
| - | -------------------- | ------------------------------------------------------------- | ---------- | ---- |
| 1 | Back Off             | Niclas Molinder, Joacim Persson, Pelle Ankarberg, David Jassy | Destiny    | 2007 |
| 2 | Be My Man (The Plan) | Leslie Mandoki, Laszlo Bencker                                | Elle’ments | 2001 |
| 3 | Been Here Before     | Tobias Gustafsson, Mia Bergström, Haakan Nils Ingvar Glante   | Destiny    | 2007 |

## C
| # | Titel              | Autoren                                          | Album                          | Jahr |
| - | ------------------ | ------------------------------------------------ | ------------------------------ | ---- |
| 1 | Cold as Ice        | David Brunner, Christopher Cousins, Marc Klammek | Elle’ments                     | 2001 |
| 2 | Come Back          | Nadja Benaissa, Daniel Troha, Cal Abate          | Now… Us!                       | 2002 |
| 3 | Confession         | Lucy Diakovska                                   | Pure [Special-Limited-Edition] | 2003 |
| 4 | Couldn’t Care Less | LePont, Franzis                                  | Elle’ments                     | 2001 |
| 5 | Cry for You        | Thomas Anders, Christian Geller                  | Elle’ments                     | 2001 |

## D
| # | Titel                                                                            | Autoren                                                | Album                | Jahr |
| - | -------------------------------------------------------------------------------- | ------------------------------------------------------ | -------------------- | ---- |
| 1 | Dance-Aholic                                                                     | Nasri Atweh, Aaron Pearce                              | Welcome to the Dance | 2009 |
| 2 | Daylight in Your Eyes erschien als Single                                        | Tony Bruno, Tommy Byrnes                               | Elle’ments           | 2001 |
| 3 | Derailed                                                                         | Nasri Atweh, Aaron Pearce, Nick Furlong                | Welcome to the Dance | 2009 |
| 4 | Disappear erschien als Single deutscher Beitrag zum Eurovision Song Contest 2008 | Thomas Troelsen, Mikkel R. Sigvardt, Hanne Sørvaag     | Destiny              | 2008 |
| 5 | Do They Know It’s Christmas? mit den TV Allstars                                 | Bob Geldof, Midge Ure                                  | –                    | 2003 |
| 6 | Down Boy                                                                         | Chad C. Roper, Tiyon Mack, Aaron Pearce, Le’che Martin | Welcome to the Dance | 2009 |

## E
| # | Titel             | Autoren                                                        | Album | Jahr |
| - | ----------------- | -------------------------------------------------------------- | ----- | ---- |
| 1 | Eleven Out of Ten | Niclas Molinder, Joacim Persson, Pelle Ankarberg, Charlie Dore | Pure  | 2003 |

## F
| # | Titel                                            | Autoren                                                                        | Album                 | Jahr |
| - | ------------------------------------------------ | ------------------------------------------------------------------------------ | --------------------- | ---- |
| 1 | Faith Can Move a Mountain                        | Julian Feifel                                                                  | Elle’ments            | 2001 |
| 2 | Feelgood Lies erschien als Single                | Maryann Morgan, Niclas Molinder, Joacim Persson, Pelle Ankarberg, Charlie Dore | Pure                  | 2003 |
| 3 | Forever Yours                                    | Fredrik Thomander, Anders Wikström                                             | Pure                  | 2003 |
| 4 | Funky Dance B-Seite auf der Single All Cried Out | Thomas Anders, Christian Geller, Lucy Diakovska                                | When the Angels Swing | 2002 |

## G
| # | Titel                                    | Autoren                                                       | Album      | Jahr |
| - | ---------------------------------------- | ------------------------------------------------------------- | ---------- | ---- |
| 1 | Go Ahead and Take It                     | Thorsten Brötzmann, Ulrich Wehner                             | Elle’ments | 2001 |
| 2 | Goodbye to Yesterday erschien als Single | Niclas Molinder, Joacim Persson, Pelle Ankarberg, David Jassy | Destiny    | 2007 |

## H
| # | Titel                  | Autoren                                | Album                          | Jahr |
| - | ---------------------- | -------------------------------------- | ------------------------------ | ---- |
| 1 | How Can We Be Friends? | Pam Sheyne, Dane Deviller, Sean Hosein | Pure [Special-Limited-Edition] | 2003 |

## I
| # | Titel                                           | Autoren                                  | Album   | Jahr |
| - | ----------------------------------------------- | ---------------------------------------- | ------- | ---- |
| 1 | I Believe in You                                | Johan Ekhé, Negin Djafari, Ulf Lindström | Destiny | 2007 |
| 2 | I Don’t Wanna Talk about It                     | Ivar Lisinski, David Clewett, Negin      | Destiny | 2007 |
| 3 | I Had a Feeling                                 | Jörgen Elofsson, Arnthor Birgisson       | Destiny | 2007 |
| 4 | In My Head B-Seite auf der Single Feelgood Lies | Henrik „Hylle“ Nielsen                   | –       | 2003 |

## L
| # | Titel                                                              | Autoren                                                                                          | Album    | Jahr |
| - | ------------------------------------------------------------------ | ------------------------------------------------------------------------------------------------ | -------- | ---- |
| 1 | Let Me Be the One (Magix No Angels Music & Video Maker)            |                                                                                                  | –        | 2001 |
| 2 | Let’s Go to Bed feat. Mousse T.; erschien als Single               | Mousse T., Errol Rennalls                                                                        | Now… Us! | 2002 |
| 3 | Life Is a Miracle (Kleiner Dodo OST)                               | Michelle Leonard, Claudio Pagonis, Dieter Müller-Christ, Martin Fliegenschmidt, Frank Kurt Meyer | –        | 2007 |
| 4 | Like Ice in the Sunshine B-Seite auf der Single Something About Us | Holger Julian Copp, Hanno Harders                                                                | Now… Us! | 2002 |
| 5 | Lost in You                                                        | Sandi S., Tim Brettschneider, Alan Glass                                                         | Now… Us! | 2002 |
| 6 | Lovestory                                                          | Reed Vertelney, Anders Bagge, Par Astron                                                         | Now… Us! | 2002 |
| 7 | Love You for Eternity                                              | Christian Geller, Nasri Atweh, Sandy Mölling                                                     | 20       | 2021 |

## M
| # | Titel                        | Autoren                                                                            | Album                | Jahr |
| - | ---------------------------- | ---------------------------------------------------------------------------------- | -------------------- | ---- |
| 1 | Mad Wild                     | Andrew Tyler, Ásdís María Viðarsdóttir, Flo August, Sophie Alexandra Tweed-Sunnibs | 20                   | 2021 |
| 2 | Make a Change                | Christina Rumbley, Peter Ibsen, Sacha Skarbek                                      | Destiny              | 2007 |
| 3 | Maybe erschien als Single    | Maryann Morgan, Niclas Molinder, Joacim Persson, Pelle Ankarberg                   | Destiny              | 2007 |
| 4 | Minute by Minute feat. Nasri | Arnthor Birgisson, Savan Kotecha                                                   | Welcome to the Dance | 2009 |
| 5 | Misguided Heart              | Steve Robson, Hannah Robinson                                                      | Destiny              | 2007 |

## N
| # | Titel                                                | Autoren                                 | Album           | Jahr |
| - | ---------------------------------------------------- | --------------------------------------- | --------------- | ---- |
| 1 | New Beginning                                        | Thomas Who, Negin                       | Pure            | 2003 |
| 2 | Nitelife (Magix No Angels Music & Video Maker)       |                                         | Non Album Track | 2001 |
| 3 | No Angel (It’s All in Your Mind) erschien als Single | Tim Hawes, Pete Kirtley, Liz Winstanley | Pure            | 2003 |
| 4 | Now That We Found Love                               | Thorsten Brötzmann, Ulrich Wehner       | Now… Us!        | 2002 |

## O
| # | Titel                        | Autoren | Album                | Jahr |
| - | ---------------------------- | --- | -------------------- | ---- |
| 1 | One Life erschien als Single | Hakim Bell, Nasri Atweh, Adam Messinger, Akene Dunkley, Nadja Benaissa, Lucy Diakovska, Sandy Mölling, Jessica Wahls | Welcome to the Dance | 2009 |

## P
| # | Titel                | Autoren                          | Album      | Jahr |
| - | -------------------- | -------------------------------- | ---------- | ---- |
| 1 | Promises Can Wait    | Peter Ries, Dawn Faith Schönherz | Elle’ments | 2001 |
| 2 | Push Me to the Limit | Leslie Mandoki, Laszlo Bencker   | Now… Us!   | 2002 |

## R
| # | Titel                             | Autoren                              | Album                 | Jahr |
| - | --------------------------------- | ------------------------------------ | --------------------- | ---- |
| 1 | Reason erschien als Single        | Thorsten Brötzmann, Alex Geringas    | The Best of No Angels | 2001 |
| 2 | Rebel                             | Billy Blast, Alisha „Mjestie“ Brooks | Welcome to the Dance  | 2009 |
| 3 | Rivers of Joy erschien als Single | Niklas Pettersson, Hans Andersson    | Elle’ments            | 2001 |

## S
| #  | Titel                                                    | Autoren                                                                      | Album                   | Jahr |
| -- | -------------------------------------------------------- | ---------------------------------------------------------------------------- | ----------------------- | ---- |
| 1  | Say Goodbye [2002]                                       | Sandy Mölling, Celitia Martin, Velroy Baily, Ian Pitter                      | Now… Us!                | 2002 |
| 2  | Say Goodbye [2009]                                       | Nasri Atweh, Adam Messinger                                                  | Welcome to the Dance    | 2009 |
| 3  | Secret’s Out B-Seite auf der Single Maybe                | Celetia Martin, Mats Berntoft, Magnus Wallbert                               | Destiny (Reloaded)      | 2007 |
| 4  | Send Me Flowers                                          | Axel Breitung                                                                | Ellements               | 2001 |
| 5  | Shield Against My Sorrow                                 | Leslie Mandoki, Nik Hafemann, Laszlo Bencker, Jessica Wahls                  | Now… Us!                | 2002 |
| 6  | Shut Your Mouth                                          | Nadja Benaissa, Lucy Diakovska, David Quinones, Aaron Pearce, E. Kidd Bogart | Welcome to the Dance    | 2009 |
| 7  | Sister                                                   | Thorsten Brötzmann, Alex Geringas, Vanessa Petruo                            | Pure                    | 2003 |
| 8  | So Wanna Be with You auf der DVD The History of Popstars | Peter Ries, Ferdinand D Bolland                                              | The History of Popstars | 2003 |
| 9  | So What                                                  | Tim Hawes, Pete Kirtley, D. Adam, Jane Dobbins                               | Pure                    | 2003 |
| 10 | Soft Place to Fall                                       | Allan Simpson                                                                | Pure                    | 2003 |
| 11 | Someday erschien als Single                              | Thomas Jansson, Niklas Hillbom                                               | Pure                    | 2003 |
| 12 | Something About Us erschien als Single                   | Thorsten Brötzmann, Alex Geringas, Vanessa Petruo                            | Now… Us!                | 2002 |
| 13 | Stay                                                     | Christian Geller, Lucy Diakovska                                             | Now… Us!                | 2002 |
| 14 | Still in Love with You erschien als Single               | Figge Boström, Johan Lindman                                                 | Now… Us!                | 2002 |
| 15 | Stop                                                     | Billy Blast, Alisha „Mjestie“ Brooks                                         | Welcome to the Dance    | 2009 |

## T
| # | Titel                                                                          | Autoren                                                                            | Album                          | Jahr |
| - | ------------------------------------------------------------------------------ | ---------------------------------------------------------------------------------- | ------------------------------ | ---- |
| 1 | Takes a Woman to Know                                                          | Terry Britten, Charlie Dore                                                        | Pure                           | 2003 |
| 2 | Teardrops erschien zusammen mit Amaze Me als Single; Cover von Womack & Womack | Zeriiya Zekkariyas                                                                 | Destiny                        | 2007 |
| 3 | Ten Degrees                                                                    | Thorsten Brötzmann, Alex Geringas, Vanessa Petruo                                  | Pure [Special-Limited-Edition] | 2003 |
| 4 | That’s the Reason                                                              | Alexander Geringas, Thorsten Brötzmann                                             | Elle’ments                     | 2001 |
| 5 | The Rhythm of My Heart                                                         | Andreas John, Erik McHoll, Adrian Zag, Alexah Carlton, Mario Novack, Hanne Sørvaag | Destiny                        | 2007 |
| 6 | There Must Be an Angel erschien als Single; Cover von Eurythmics               | Annie Lennox, David A. Stewart                                                     | Elle’ments                     | 2001 |
| 7 | Three Words B-Seite auf der Single Still in Love with You                      | Andreas Romdhane, Josef Larossi                                                    | Now… Us! [Second-Edition]      | 2002 |
| 8 | Thunderstorm                                                                   | Arnthor Birgisson, Savan Kotecha                                                   | Welcome to the Dance           | 2009 |
| 9 | Too Old                                                                        | Lucy Diakovska, Nasri Atweh, Adam Messinger                                        | Welcome to the Dance           | 2009 |

## U
| # | Titel               | Autoren                                                                    | Album                | Jahr |
| - | ------------------- | -------------------------------------------------------------------------- | -------------------- | ---- |
| 1 | Up Against the Wall | Sandy Mölling, Jessica Wahls, David Quinones, Aaron Pearce, E. Kidd Bogart | Welcome to the Dance | 2009 |

## V
| # | Titel                                                                   | Autoren            | Album | Jahr |
| - | ----------------------------------------------------------------------- | ------------------ | ----- | ---- |
| 1 | Venus erschien zusammen mit No Angel (It’s All in Your Mind) als Single | Robbie van Leeuwen | Pure  | 2003 |

## W
| # | Titel                                                         | Autoren                              | Album                       | Jahr |
| - | ------------------------------------------------------------- | ------------------------------------ | --------------------------- | ---- |
| 1 | Washes Over Me                                                | Peter Ries                           | Pure                        | 2003 |
| 2 | We Keep the Spirit Alive                                      | Christian Geller, Sandy Mölling      | 20                          | 2021 |
| 3 | Welcome to the Dance                                          | Billy Blast, Alisha „Mjestie“ Brooks | Welcome to the Dance        | 2009 |
| 4 | What Am I Supposed to Do B-Seite auf der Single Rivers of Joy | R. Hardt, H. Zier, Senait Mehari     | Elle’ments                  | 2001 |
| 5 | What If                                                       | Adrian Newman                        | Destiny                     | 2007 |
| 6 | When the Angels Sing / Atlantis erschien als Single           | Peter Ries, Charlemaine              | Elle’ments / Now… Us!       | 2001 |
| 7 | Where Is Your Love? feat. DJ BoBo                             | René Baumann, Axel Breitung          | Celebration [DJ BoBo-Album] | 2002 |

## Y
| # | Titel                  | Autoren                                                   | Album                | Jahr |
| - | ---------------------- | --------------------------------------------------------- | -------------------- | ---- |
| 1 | You Could Be the First | Ralf Lübke                                                | Elle’ments           | 2001 |
| 2 | You Lied               | Suzanne Smith, Sandy Frederickson, Kit Hain               | Pure                 | 2003 |
| 3 | Young Love             | Sandy Mölling, Jessica Wahls, Nasri Atweh, Adam Messinger | Welcome to the Dance | 2009 |